# Viverso
Viverso GmbH (Виверзо ООО) — 100 % дочерняя компания фирмы Bayer MaterialScience AG (Bayer AG), существовавшая в период с 2008 по 2016 годы.
Штаб-квартира была в Bitterfeld — Wolfen / Sachsen-Anhalt (Германия).

## История
Viverso GmbH основана 1 января 2008. Viverso занимается производством и реализацией традиционных синтетических смол. В их число входят алкидные смолы (Alkydal ®), ненасыщенные полиэфирные (Roskydal ®) и Hydroxyacrylate (Desmophen ® A) для изготовления различных поверхностных покрытий, таких, как краски для автомобилей, бытовой техники и мебели, антикоррозийное покрытие и наполнители.
Viverso предлагает клиентам продукцию с высоким уровнем качества и безопасности. (ISO 9000, ISO 14001:2004)
Благодаря стандартизированной обработке заказов через Интернет открываются значительные воэможности viverso.com для эффективной работы как на внутреннем европейском рынке, так и на международном рынке.

## Продукты (сырье)
- Alkydal® / Алкидал — простые и модифицированные алкидные смолы, алкидные лаки
- Roskydal® / Роскидал — простые и сложные ненасыщенные полиэфиры
- Desmophen® / Десмофен — простые и сложные полиэфиры
- Recyklates Levblend ®

## Области применения сырья
Продукты(сырье) применяются в самых разнообразных областях. Полученные на их основе продукты защищают автомобили, самолеты, железную дорогу, корабли и даже нефтяные платформы от влияния погодных условий и коррозии:
- Автомобилестроение:
  - Первичное покрытие автомобилей
  - Ремонтное покрытие автомобилей
- Мебельная промышленность
  - Покрытия для древесины
  - Покрытия для мебели
  - Покрытия для минеральных основ
- Легкая промышленность
- Обувная промышленность
- Покрытия для бумаги и фольги
- Строительство
  - Герметики
  - Грунтовки
  - Изоляционные материалы
  - Защита от коррозии
  - Промышленные покрытия
  - Покрытия для напольных покрытий и пола
  - Покрытия для оконных рам
  - Шпатлевки
- Электроника / Электротехника
- Упаковка

## Ассортимент продукции
Viverso производит смолы, которые применяются в производстве различных покрытий и наполнителей.

### Алкидные смолы
Viverso производит алкидные смолы, которые используются для производства древесины, покрытия для мебели, полов и напольных покрытий, покрытий для наружных деревянных поверхностей, лаков, красок и промышленных покрытий. Bayer производит промышленные алкидные смолы с 1929 года . Это сырье выпускается и реализуется по всему миру под названием Alkydal ®. Viverso распространяет свою продукцию под этой маркой.

### Ненасыщенные полиэфирные смолы
Первые ненасыщенные полиэфирные смолы были введены компанией Bayer ещё 50 лет назад под названием Roskydal ®.